# Francisco-de-Paula-Santander-Brücke
Die Francisco-de-Paula-Santander-Brücke (spanisch Puente Internacional Francisco de Paula Santander) ist eine im Nordosten der kolumbianischen Großstadt Cúcuta gelegene Straßenbrücke. Sie überquert den Fluss Táchira, der hier die Grenze zum Nachbarstaat Venezuela bildet. Auf der gegenüberliegenden Seite liegt die zum Bundesstaat Táchira zählende Stadt Ureña.
Die 210 Meter lange und 7,30 Meter breite Balkenbrücke aus Stahlbeton ist benannt nach General Francisco de Paula Santander, Vizepräsident Großkolumbiens und Präsident der Republik Neu-Granada. Zu ihrer Entlastung wurde 2016 etwa fünf Kilometer südlich die Tienditas-Brücke fertiggestellt, aufgrund des zu diesem Zeitpunkt bereits gestörten Verhältnisses der beiden Nachbarstaaten aber bislang, Stand Februar 2019, nicht in Betrieb genommen.

## Medialer Hilfsgütergrenzkonflikt 2019
Im Zuge der venezolanischen Staatskrise kam es einen Tag nach dem stattgefundenen Venezuela Aid Live Konzert zu einem Zwischenfall am 23. Februar 2019 auf der Brücke. Vier – vorwiegend mit US-Hilfsgütern beladene – Lastwagen, begleitet von etwa 300 Menschen, fuhren an der nur noch für den Fußgängerverkehr geöffneten Brücke vor. Sie wurden von der venezolanischen Nationalgarde gestoppt, wobei auch Tränengas und Gummigeschossen im Einsatz waren und von Seitens Kolumbiens Steine und Molotowcocktails flogen. Hierbei gerieten drei der vier Lkw in Brand. Die kolumbianische Regierung ordnete daraufhin den Rückzug des Konvois an. Umgehend behaupteten viele Medien mit Eindeutigkeit, venezolanische Regierungstruppen haben die Lkw in Brand gesteckt. Später wurde dies von New York Times hinterfragt, auch für faktenfinder.tagesschau.de sind unterdessen – nach Bewertung des Bildmaterial und der Zeugenaussagen – zumindest „Zweifel angebracht“. Die Transporte waren vom selbst ernannten Übergangspräsidenten Juan Guaidó organisiert worden mit Unterstützung der US-Behörde für internationale Entwicklung. Das Ministerkabinett von Venezuela lehnte derartige Hilfslieferungen kategorisch ab, da es der Auffassung ist, sie seien die Vorstufe zu einer militärischen Intervention aus dem Ausland mit dem Ziel eines  Regimewechsels.